# Dysalotus oligoscolus
Dysalotus oligoscolus är en fiskart som beskrevs av Johnson och Cohen, 1974. Dysalotus oligoscolus ingår i släktet Dysalotus och familjen Chiasmodontidae. Inga underarter finns listade i Catalogue of Life.